# Rivière Faribault
Pour les articles homonymes, voir Faribault.
La rivière Faribault est un affluent de la rive Est de la rivière Chibougamau coulant dans Eeyou Istchee Baie-James (municipalité), en Jamésie, dans la région administrative du Nord-du-Québec, au Québec, au Canada.
Cette rivière traverse successivement les cantons de Roy, de Mackenzie et de Blaiklock.
La foresterie constitue la principale activité économique du secteur ; les activités  récréotouristiques, en second.
La vallée de la rivière Faribault est desservie par la route forestière (sens Nord-Sud) reliée vers le Sud la route 167 qui passe à Chibougamau.
La surface de la rivière Faribault est habituellement gelée du début novembre à la mi-mai, toutefois la circulation sécuritaire sur la glace se fait généralement de la mi-novembre à la mi-avril.

## Géographie
Les bassins versants voisins de la rivière Faribault sont :
- côté nord : rivière Chibougamau, rivière Blaiklock, rivière Mistago, rivière Barlow (rivière Chibougamau) ;
- côté est : rivière Chébistuane, rivière Chibougamau, lac Waconichi, lac Chibougamau, lac Mistassini ;
- côté sud : rivière Chibougamau, rivière Obatogamau, lac David, lac aux Dorés (rivière Chibougamau) ;
- côté ouest : rivière Opémisca, lac Chevrillon, rivière Chibougamau.

La rivière Faribault prend naissance dans Eeyou Istchee Baie-James (municipalité), à l'embouchure du lac à l’Eau Verte Sud (longueur : 0,4 km ; altitude : 405 m) dans le canton de Roy. L’embouchure de ce lac de tête est située à :
- 11,3 km au Nord-Est de l’embouchure de la rivière Faribault ;
- 55,4 km au Nord-Est de l’embouchure du lac Opémisca ;
- 13,8 km au Nord-Est du centre-ville de Chibougamau ;
- 128,4 km au Sud-Est de la confluence de la rivière Opawica et de la rivière Chibougamau, soit la tête de la rivière Waswanipi ;
- 192,7 km au Nord-Est de l’embouchure du lac au Goéland (rivière Waswanipi) ;
- 360 km à l’Est de l’embouchure de la rivière Nottaway ;

 
À partir de l'embouchure du lac de tête, la rivière Faribault coule sur 18,4 km selon les segments suivants :
- 1,1 km vers le Nord dans le canton de Roy en traversant le Lac à l’Eau Verte (altitude : 404 m) sur 0,4 km, jusqu’à la limite Est du canton de McKenzie ;
- 5,1 km vers le Nord-Ouest, jusqu’à la limite Sud du canton de Blaiklock ;
- 3,9 km vers l’Ouest dans le canton de Blaiklock, jusqu’à la limite Nord du canton de McKenzie ;
- 4,2 km vers le Sud-Ouest, jusqu’au ruisseau Dufault ;
- 4,1 km vers le Nord-Ouest en zone de marais, jusqu’à son embouchure[2].

La rivière Faribault se déverse sur la rive Est de la rivière Chibougamau. Cette dernière coule généralement vers le Sud-Ouest jusqu’à sa confluence avec la rivière Opawica ; cette confluence constituant la source de la rivière Waswanipi. Le cours de cette dernière coule vers l’Ouest et traverse successivement la partie Nord du lac Waswanipi, le lac au Goéland et le lac Olga, avant de se déverser dans le lac Matagami lequel se déverse à son tour dans la rivière Nottaway, un affluent de la Baie de Rupert (Baie James).
La confluence de la rivière Faribault avec la rivière Chibougamau est située à :
- 118,3 km au Nord-Est de l’embouchure de la rivière Chibougamau (confluence avec la rivière Opawica), soit la tête de la rivière Waswanipi ;
- 181,7 km au Nord-Est de l’embouchure du lac du Goéland ;
- 350 km à l’Est de l’embouchure de la rivière Nottaway (confluence avec la Baie de Rupert) ;
- 10,8 km au Nord-Ouest du centre-ville de Chibougamau ;
- 16,6 km au Nord-Ouest du lac Chibougamau ;
- 12,6 km au Sud-Est du lac Waconichi ;

## Toponymie
À différentes époques de l’histoire, ce territoire a été occupé par les Attikameks, les Algonquins et les Cris.
Cette hydronyme évoque l’œuvre de vie d'Eugène-Rodolphe Faribault (1869-1953), ingénieur. Il a été membre de la Commission minière de Chibougamau, laquelle a été instituée en 1909 avec pour mission d’évaluer le potentiel minier de la région. Cette commission était composée du docteur Alfred Ernest Barlow, géologue, de J. C. Gwillim, professeur en génie minier à  'Université Queen's et d'A. M. Bateman, géologue de renommée mondiale. En usage depuis au moins 1914, l’hydroponyme « rivière Faribault », a été officialisé le 12 décembre 1939 par la « Commission de géographie du Québec », l'actuelle Commission de toponymie du Québec,.
Le toponyme "rivière Faribault" a été officialisé le 5 décembre 1968 à la Commission de toponymie du Québec, soit lors de sa création.